# Dieter Enderlein
Dieter Enderlein (* 19. Mai 1944 in Merchweiler; † 20. Januar 2004 in Frankfurt am Main) war ein deutscher Leichtathlet, der – für die Bundesrepublik startend – bei den Europameisterschaften 1966 die Bronzemedaille mit der deutschen 4-mal-100-Meter-Staffel gewann (39,8 s: Hans-Jürgen Felsen, Gerd Metz, Dieter Enderlein, Manfred Knickenberg).
1965 bis 1967 wurde Dieter Enderlein mit der Staffel von SV Salamander Kornwestheim Deutscher Meister der Bundesrepublik im 4-mal-100-Meter-Lauf. 1963 wurde er Zweiter der Deutschen Meisterschaften im 100-Meter-Lauf.
Dieter Enderlein gehörte dem Sportverein Post-SV Saarbrücken und später SV Salamander Kornwestheim an. In seiner Wettkampfzeit war er 1,75 m groß und 70 kg schwer.